# Пьерло, Пьер
Пьер Пьерло (фр. Pierre Pierlot; 26 апреля 1921, Париж — 9 января 2007) — французский гобоист.
Учился в Валансьенской консерватории, затем окончил Парижскую консерваторию (1941) у Луи Блёзе (гобой) и Фернана Убраду (ансамбль). В 1949 г. удостоен первой премии на Международном конкурсе исполнителей в Женеве.
С 1946 г. вместе с Жаном Пьером Рампалем стал одним из создателей Французского духового квинтета, с 1952 г. участник Парижского барочного ансамбля. В 1947—1972 гг. играл в оркестре Опера-комик, затем в Парижской опере. С 1969 г. профессор камерного ансамбля, затем с 1974 до 1986 гг. профессор гобоя в Парижской консерватории. Среди его учеников — Франсуа Лёлё и Лайош Ленчеш.
Пьеру Пьерло посвящены концерты для гобоя с оркестром Дариуса Мийо (1958) и Анри Мартелли (1972), он был первым исполнителем Концертной симфонии Жака Ибера (1949). Среди его записей — концерты Альбинони, Вивальди, Чимарозы, Моцарта, Рихарда Штрауса, Франсиса Пуленка.
Сын — флейтист Филипп Пьерло.